# تشارلز كورتني كوران
تشارلز كورتني كوران (بالإنجليزية: Charles Courtney Curran)‏ هو رسام أمريكي، ولد في 13 فبراير 1861 في هارتفورد في الولايات المتحدة، وتوفي في 9 نوفمبر 1942 في مانهاتن في الولايات المتحدة.